# Kaya FC-Iloilo
Kaya Futbol Club-Iloilo ist ein philippinischer Fußballverein aus Iloilo City. Aktuell spielt die Fußballmannschaft in der höchsten Liga des Landes, der Philippines Football League. Die Mannschaft ist auch unter dem Namen The Mighty Kaya oder The Lions bekannt.

## Erfolge
- Philippinischer Meister: 2022/23, 2024, 2024/25
- Philippinischer Vizemeister: 2010, 2012, 2018, 2019, 2020

- UFL Cup: 2015

- UFL FA Cup: 2014 (Finalist)

- Copa Paulino Alcantara

Sieger: 2018, 2021, 2023
Finalist: 2019, 2022

## Stadion
Seine Heimspiele trägt der Verein im Iloilo Sports Complex im Distrikt La Paz in Iloilo City aus. Das Stadion hat ein Fassungsvermögen von 7000 Personen. Eigentümer der Sportstätte ist das Iloilo Provincial Government.
Koordinaten: 10° 42′ 42″ N, 122° 33′ 45″ O

## Trainer
| Name                     | Zeit beim Kaya FC-Iloilo | Zeit beim Kaya FC-Iloilo |
| Name                     | von                      | bis                      |
| ------------------------ | ------------------------ | ------------------------ |
| Juan Cutillas            | 1. Juli 2011             | 30. Juni 2012            |
| Michael Alvarez          | 2012                     |                          |
| Maor Rozen               | 2012                     | 2013                     |
| Melo Sabacan             | 2013                     |                          |
| David Perković           | 8. März 2013             | 30. Juni 2014            |
| Adam Reekie              | 31. August 2014          | 31. März 2015            |
| Fabien Larry Lewis       | 5. Juni 2015             | 24. August 2015          |
| Chris Greatwich          | 2. November 2015         | 31. Dezember 2016        |
| Joel Villarino (AFC Cup) | 2016                     |                          |
| Noel Marcaida            | 1. Januar 2017           | 31. Dezember 2019        |
| Oliver Colina            | 5. Februar 2020          | 31. August 2020          |
| Yu Hoshide               | 1. September 2020        | 8. Juni 2021             |
| Graham Harveye           | 10. Juni 2021            | 17. Juli 2021            |
| Yu Hoshide               | 1. August 2021           | 30. Juni 2023            |
| Colum Curtis             | 1. August 2023           | 15. Dezember 2023        |
| Yu Hoshide               | 31. Januar 2024          |                          |
| Camelo Tacusalme         | 1. Februar 2024          |                          |

## Saisonplatzierung

### Liga
| Saison  | Liga                        | Level | Teams | Platz |
| ------- | --------------------------- | ----- | ----- | ----- |
| 2010    | United Football League      | 001   | 8     | 2.    |
| 2011    | United Football League      | 001   | 7     | 4.    |
| 2012    | United Football League      | 001   | 10    | 3.    |
| 2013    | United Football League      | 001   | 10    | 4.    |
| 2014    | United Football League      | 001   | 9     | 3.    |
| 2015    | United Football League      | 001   | 10    | 4.    |
| 2016    | United Football League      | 001   | 12    | 5.    |
| 2017    | Philippines Football League | 001   | 8     | 4.    |
| 2018    | Philippines Football League | 001   | 6     | 2.    |
| 2019    | Philippines Football League | 001   | 7     | 2.    |
| 2020    | Philippines Football League | 001   | 6     | 2.    |
| 2022/23 | Philippines Football League | 001   | 7     | 1.    |
| 2024    | Philippines Football League | 001   | 15    | 1.    |
| 2024/25 | Philippines Football League | 001   | 10    | 1.    |

### Pokal
| Saison | Copa Paulino Alcantara | PFF NMCC     | UFL Cup       | FA Cup   | League Cup    |
| ------ | ---------------------- | ------------ | ------------- | -------- | ------------- |
| 2009   |                        |              | Halbfinale    |          |               |
| 2010   |                        |              | zurückgezogen |          |               |
| 2011   |                        |              | 4. Platz      |          |               |
| 2012   |                        |              | Viertelfinale |          |               |
| 2013   |                        | 3. Platz     | Achtelfinale  |          |               |
| 2014   |                        |              |               | 2. Platz | Viertelfinale |
| 2015   |                        | Gruppenphase | Sieger        |          |               |
| 2016   |                        |              | 3. Platz      |          |               |
| 2017   |                        |              |               |          |               |
| 2018   | Gruppenphase           |              |               |          |               |
| 2019   | 2. Platz               |              |               |          |               |

### International
| Saison | AFC Cup      |
| ------ | ------------ |
| 2016   | Achtelfinale |

## Ausrüster und Sponsoren
| Jahr           | Ausrüster     | Hauptsponsor                                                        |
| -------------- | ------------- | ------------------------------------------------------------------- |
| 2010 bis 2011  | Rudy Project  | Cignal                                                              |
| 2011 bis 2013  | Mizuno        | LBC Express / Belo Medical Group, Delimondo                         |
| 2013 bis 2019  | LGR Athletics | LBC Express, Yellow Cab / Belo Medical Group, Gatorade, Tokyo-Tokyo |
| 2019 bis heute | Adidas        | LBC Express, Fitness First                                          |